# Lincoln (vorgeschlagener Nordwest-Staat)
Unter dem Namen Lincoln (abgekürzt „Linc.“) wurde wiederholt die Schaffung eines Bundesstaates im pazifischen Nordwesten der USA vorgeschlagen. Der Name, gewählt zu Ehren des während des Sezessionskrieges amtierenden Präsidenten Abraham Lincoln, war bereits für die Staaten Wyoming und North Dakota vorgeschlagen worden. Der vorgeschlagene Staat liegt innerhalb der als Binnen-Nordwesten bezeichneten Region (wobei diese auch das westliche Montana beinhaltet). Die Einwohner hätten als „Lincolnites“ bezeichnet werden sollen. Der 51. Bundesstaat stünde (hypothetischerweise) im Ranking der US-Bundesstaaten von der Flächengröße her an 20., von der Einwohnerzahl her an 37. und von der Bevölkerungsdichte her an 42. Stelle. Die vorgeschlagene Hauptstadt Spokane wäre mit ihrer Metropolregion die bevölkerungsreichste Stadt und Region des neuen Staates gewesen.

## Lincoln im Nordwesten
Der Staat Lincoln wurde als aus dem Idaho Panhandle und Ost-Washington (d. h. Washington östlich des Hauptgrats der Kaskadenkette) bestehend vorgeschlagen. Der Vorschlag kam erstmals 1865 von Idaho, als die Hauptstadt im Dezember 1864 von Lewiston an seinen heutigen Ort Boise im Januar 1865 verlegt wurde; Idaho hätte einen Großteil seines Territoriums verloren. Das ursprüngliche Idaho Territory, durch ein von Präsident Lincoln im März 1863 unterschriebenes Gesetz ermöglicht, wurde von Gouverneur William Wallace am 4. Juli 1863 in Lewiston deklariert und umfasste das heutige Idaho sowie das gesamte heutige Montana und Wyoming, was es von der Fläche her größer als Texas machte. Montana wurde im Mai 1864 zum Territorium erklärt und der Panhandle wurde ausdrücklich ausgeschlossen, um Lewiston, das westlich der kontinentalen Wasserscheide entlang des Hauptkamms der Rocky Mountains und westlich der Bitterroot Mountains liegt, davon abzuhalten, Hauptstadt zu bleiben. Das Argument war, dass Lewiston an der Westgrenze liegt, nur durch den Snake River von Washington getrennt. Montana erstreckt sich bis nach North Dakota. Der Vorschlag von 1865 sah vor, den Panhandle zu einem eigenen Staat zu machen. Dieser Vorschlag wurde abgelehnt, doch wurde 1901 ein weiterer unterbreitet, damals mit der Absicht, den Idaho Panhandle mit Ost-Washington zum Staat Lincoln zu vereinen. Ein dritter Vorschlag wurde Ende der 1920er Jahre populär gemacht; der Staat Lincoln sollte aus Ost-Washington, Nord-Idaho und wet-Montana (bis zur kontinentalen Wasserscheide) bestehen. Von Washingtoner Seite wurden Vorschläge zuletzt 1996, 1999 und 2005 unterbreitet. In Idaho gab es eine korrespondierende Kampagne für Nord-Idaho, die durch den Verkauf von T-Shirts mit der Aufschrift „North Idaho – A State of Mind“ (dt. etwa „Nord-Idaho – ein Staat des Geistes“ bzw., wie das Wortspiel es will, "ein Gemütszustand") finanziert wurde. Außer „Lincoln“ wurden auch die Namen „Columbia“ und „Eastern (oder East) Washington“ für den neuen Staat vorgeschlagen.
1865 wäre Lincoln der 37. Bundesstaat gewesen, 1901 der 46. Bundesstaat, in den 1920ern wäre es der 49. Bundesstaat gewesen.

## Nord-Idaho
Während die Trennung zwischen West- und Ost-Washington wohlbekannt und dokumentiert ist, gibt es für Nord-Idaho eine ähnlich Dynamik, in welcher die Einwohner sich oft vom politischen Zentrum in Boise abgekoppelt fühlen. Als Idaho Panhandle werden meist die zehn nördlichsten Countys des States angesehen: Boundary, Bonner, Benewah, Clearwater, Idaho, Kootenai, Latah, Lewis, Nez Perce und Shoshone. Diese Countys sind von Süd-Idaho durch den Salmon River getrennt, auch als „Fluss ohne Wiederkehr“ bekannt, und liegen im Gegensatz zum Rest des Staates in der Pacific Time Zone.
Parallele Entwürfe eines „State of Kootenai“ (benannt nach der Kleinstadt Kootenai, Idaho) wurden vorgelegt, die sich auf die Union der sechs nördlichsten Countys von Idaho mit den sechs westlichsten Countys von Montana beziehen. Sie würden einen geographisch, politisch und ökologisch einheitlichen Staat mit etwa 525.000 Einwohnern bilden, der im Ranking noch vor anderen Staaten wie Wyoming läge.
Außerdem gibt es eine Gründungsbewegung für einen „Liberty“ genannten Staat.

## Ost-Washington und Ost-Oregon
Auch andere Konzeptionen eines potenziellen „State of Lincoln“ wurden unterbreitet, insbesondere eine Kombination von Ost-Washington und Ost-Oregon. Die Menschen aus Ost-Oregon geben derselben Frustration Ausdruck, mit Portland und der Region westlich der Kaskaden verbunden zu sein, wie dies für die Einwohner von Ost-Washington im Hinblick auf Seattle gilt. Die so vorgeschlagene Vereinigung würde einen der größten Bundesstaaten im Land schaffen, der sich über das gesamte Gebiet östlich des Hauptgrates der Kaskaden bis zur Grenze von Idaho im Osten erstrecken würde.

## Vorschläge
Sowohl die Legislative von Idaho wie auch die von Washington wurden mit Gesetzentwürfen konfrontiert, die Sezession und Zersplitterung propagierten. Idaho wollte diesen nicht zustimmen, solange der Panhandle mehr Steuereinnahmen pro Kopf generierte als der Süden. Wenn dies mit dem vorgeschlagenen „State of Jefferson“ kombiniert würde, der teilweise mit einem vorgeschlagenen „State of Lincoln“ aus Washington und Oregon überlappen würde, wäre ein noch größerer Bundesstaat geschaffen worden.
Die Region des Binnen-Nordwestens würde grob dem Gebiet entsprechen, das einen solchen Staat Lincoln umfassen würde. Die größte Stadt wäre Spokane, welche gegenwärtig die zweitgrößte Stadt von Washington ist mit einer Metropolregion, welche die drittgrößte im Nordwesten (nach Seattle und Portland) darstellt.
Ein Vorschlag aus Spokane von 1907 lief auf einen neuen Bundesstaat „Lincoln“ hinaus, der aus Ost-Washington, Nordost-Oregon und Nord-Idaho zu bilden wäre. Die östlichen Grenzen von Oregon und Washington wären westwärts auf 120° westlicher Länge verschoben worden und hätte die Ostgrenze von Kalifornien nach Norden fortgesetzt. Idahos Nordgrenze wäre südwärts auf 45° nördlicher Breite verschoben worden und hätte die Nordgrenze von Wyoming fortgesetzt.

## Alternative Namen für bestehende Bundesstaaten

### Wyoming
Als das Gesetz, das 1868 das Wyoming Territory bildete, erstmals im Senat diskutiert wurde, wurde auch ein Anhang vorgeschlagen, der seinen Namen in Lincoln Territory nach dem ermordeten US-Präsidenten Abraham Lincoln geändert hätte. Der neue Name wurde durch den Senatsausschuss für die Territorien unterstützt, es begann jedoch eine Debatte, die sowohl die Namen „Lincoln“ als auch „Wyoming“ eingehend prüfte, wobei mehrere Mitglieder lokale und indianische Namen bevorzugten. Viele Senatoren erhoben Widerspruch dagegen, ein Territorium nach einem einzelnen Mann zu benennen, und räumten ein, dass das Washington Territory (1853 nach George Washington benannt) die einzige Ausnahme bleiben sollte. „Wyoming“ war die primitive englische Transliteration des Wortes der Lenape-Indianer für „große Ebenen“, was als beschreibend für das Land aber wegen der großen Entfernung zu seinem Ursprung in Pennsylvania auch als unerwünscht empfunden wurde. Das Gesetz passierte schließlich beide Häuser des Kongresses mit dem Namen „Wyoming Territory“.

### North Dakota
Es wurde vorgeschlagen, das Dakota Territory in eine nördliche und eine südliche Hälfte aufzuspalten, während 1880 der Beitritt zu den Vereinigten Staaten erklärt wurde. Die Republikaner im Senat schlugen „Lincoln“ für die nördliche Hälfte vor, ungeachtet von Einwänden der Einwohner des Territoriums, was heftigen Widerspruch bei den Demokraten hervorrief. Letztendlich wurde das Territorium 1889 in Form zweier Staaten anerkannt, North und South Dakota.